# Crisis (álbum de Las Pastillas del Abuelo)
Crisis es el título del tercer álbum de la banda de rock argentina Las Pastillas del Abuelo. Editado y publicado en el año 2008, lanzado el 29 de agosto de ese año, con 13 canciones interrogantes y cuenta con dos bonus tracks. 
El disco fue producido y grabado por Martin "Tucan" Bosa en estudio Del Abasto al Pasto y Abastito Center, y su sello es "Crack Discos".

## Listado de canciones
Todas canciones compuestas por Las Pastillas del Abuelo

| N.º | Título                               | Letras                | Duración |  |
| 1.  | «¿De dónde vengo?»                   | Diego Bozzalla        | 3:25     |  |
| 2.  | «¿Hacia dónde voy?»                  | Joel Barbeito         | 4:25     |  |
| 3.  | «¿Casualidad o causalidad?»          | Santiago Bogisich     | 3:41     |  |
| 4.  | «¿Qué carajo es el amor?»            | Bozzalla              | 3:12     |  |
| 5.  | «¿Quiero tener razón o ser feliz?»   | Bozzalla              | 4:17     |  |
| 6.  | «¿Qué vicios tengo?»                 | Juan Germán Fernández | 4:55     |  |
| 7.  | «¿Dónde esconder tantas manos?»      | Fernández             | 5:39     |  |
| 8.  | «¿Cómo pudo entrar en mi?»           | Fernández             | 3:08     |  |
| 9.  | «¿Vivire a conciencia esta lección?» | Fernando Vecchio      | 3:25     |  |
| 10. | «¿Qué es Dios?»                      | Alberto Sueiro        | 5:49     |  |
| 11. | «¿Qué hago esperando un puto As?»    | Bozzalla              | 4:03     |  |
| 12. | «¿Me juego el corazón?»              | Fernández             | 3:36     |  |
| 13. | «¿Qué pretendo no saber?»            | Fernández             | 5:56     |  |

### Bonus Track
| N.º | Título                 | Letras                                         | Duración |  |
| 14. | «Duda»                 | Marcelo Monteverde, Patricio Méndez, Fernández | 6:33     |  |
| 15. | «Maldito y cortamambo» | Fernández                                      | 3:31     |  |

## Personal
| Las Pastillas del Abuelo - Juan Comas - batería - Alejandro Mondelo - piano, teclados - Juan Germán Fernández - voz, armónicas - Santiago Bogisich - bajo - Diego "Bochi" Bozzalla - guitarra - Joel Barbeito - saxos - Fernando Vecchio - guitarra | Músicos invitados - Mario Gusso – percusión (canciones 4, 5 y 11) - Luis Baer - percusión (canciones 1, 2, 6, 7 y 9) - Bárbara Silva - voces (canciones 2 y 5) - Agustín Ronconi - violín (canción 11) - Pedro Borgobello – clarinete (canción 11) - Ariel Dinaro – acordeón (canción 11) - Matías Traut – trombón (canciones 2, 8, 9 y 12) - Fernando Isaía – trompeta (canciones 2, 6, 8, 9 y 12) - Martín Bosa – guitarra (canciones 2 y 5) - Alejandro Balbis – murga (canciones 4 y 12) - Federico Lizuain – murga (canciones 4 y 12) - Richard Rath – murga (canciones 4 y 12) - Leandro Stivelman – murga (canciones 4 y 12) - Valentín de la Concepción – murga (canciones 4 y 12) - Nicolás Oviedo – murga (canciones 4 y 12) - Miguel Suárez – murga (canciones 4 y 12) |

## Sencillos de difusión
1. ¿Me juego el corazón?

Publicado: 2008
1. ¿Dónde esconder tantas manos?

Publicado: 2008
1. ¿Qué hago esperando un puto As?

Publicado: 2009